# Tomova plastická chirurgie
Tomova plastická chirurgie (v anglickém originále Tom's Rhinoplasty) je jedenáctý díl první řady amerického komediálního animovaného televizního seriálu Městečko South Park.

## Děj
Pan Garrison si jde na plastickou chirurgii upravit nos. Zjistí, že vypadá dobře, zanechá učení dětí a věnuje se modelingu. Do školy taky přichází nová učitelka, do které se zamilují její žáci, ale když i školní kuchař, zjistí se, že je to lesba. Chlapci však neví, co to znamená a zkouší se chovat jako lesba pro větší šanci u ní uspět. Wendy se nelíbí, že má o ní Stan zájem a vyhrožuje jí. Mezitím se po panu Garrisonovi bláznivě vrhají a pronásledují ženy, které začal přitahovat, a on je nucen nechat si předělat nos zpět. Do třídy vtrhnou Arabové, které obviní novou učitelku z vlastizrady Iráku, když utekla coby milenka Saddáma Husajna, je obviněna z vraždy a falešné identity, protože si říká „Maqesh Alaq Makaraqesh“. Zajmou jí a pošlou raketou do Slunce. Stan se vrátí k Wendy, která zaplatila Iráčanům za vraždu své učitelky, která nebyla z Iráku.